# پائولا اچه‌باریا
پائولا اِچه‌باریا (اسپانیایی: Paula Echevarría‎؛ زادهٔ ۷ اوت ۱۹۷۷) بازیگر اهل اسپانیا است. وی از سال ۲۰۰۰ میلادی تاکنون مشغول فعالیت بوده‌است.
از فیلم‌ها یا مجموعه‌های تلویزیونی که وی در آن‌ها نقش داشته‌است، می‌توان به موج جنایت، افراد خودی، پس از کلاس، بدترین غیرممکن، شراب کهنه، کارمن، خون ماه مه اشاره نمود.